# NGC 2781
NGC 2781 (również PGC 25907) – galaktyka spiralna z poprzeczką (SB0-a), znajdująca się w gwiazdozbiorze Hydry. Odkrył ją William Herschel 8 lutego 1785 roku.